# Dalum Sogn
Dalum Sogn er et sogn i Hjallese Provsti (Fyens Stift).
I 1800-tallet var Dalum Sogn et selvstændigt pastorat, men det dannede sognekommune med Sanderum Sogn. Begge sogne hørte til Odense Herred i Odense Amt. Sognekommunen blev senere delt, så hvert sogn dannede sin egen sognekommune. Både Dalum og Sanderum blev ved kommunalreformen i 1970 indlemmet i Odense Kommune.
I Dalum Sogn ligger Dalum Kirke. Hjallese Kirke blev indviet i 1983. Hjallese Sogn blev i 1984 udskilt af Dalum Sogn.
I sognet findes følgende autoriserede stednavne:
- Dalum (bebyggelse, ejerlav)
- Dalumgård (landbrugsejendom)
- Fruens Bøge (bebyggelse)